# Kaylynn Calloway
Kaylynn Calloway (Birmingham, Alabama, 1977. szeptember 26. –) amerikai pornószínésznő.
Kaylynn sok néven ismert a felnőtt szórakoztató iparban, mint Kaylinn, Kaylan, Kaitlyn, Kaylynn Steel, Caylynn, Kay Lynn, Kaylin, Kaylynn Calloway, Kaytlynn. Származását tekintve francia és puerto-ricói felmenői vannak. Birminghamben, Alabamában született, New Yorkban, Massachusetts és Rhode Islandon nőtt fel. 175 centiméter magas. Jobb vállán van tetoválása, meg a bikini vonalában, drágakő minta a jobb csuklójánál. Számos munkahelyen dolgozott a szexipar előtt, mint sztriptíztáncos, kasszás, biztonsági őr. Első pornós filmjét 1998-ban, 21 éves korában forgatták. A Playboy TV-n show műsorvezetőként is dolgozott. 2001-ben XCRO-díjat nyert, mint 2002-ben is. 2007 óta kevesebbet szerepel elmétileg, és csak alkalmanként ugrik be friss produkcióra, gyakorlatilag a filmes adatbázis szerint rengeteg filmben vállalt szerepet.

## Válogatott filmográfia
| - 2011 Spandex Loads - 2011 Panty Pops 2 - 2011/I In Your Dreams - 2011 MILF Strap 2 - 2010 Couples Seeking Teens 5 - 2010 Fresh Booty - 2010 Critical Care Cunts - 2010 Mommy Likes Brothas 2 | - 2007 Gagged and Gift-Wrapped! - 2007 Asspocalypto - 2007 Wishful Thinking - 2007 Fusxion Fetish - 2007 My Wife's 1st Monster Cock 12 - 2007 Sweethearts - 2007 Keep 'Em Cummin' 2 - 2007 Mayhem Explosions 6 |